# Улица Куинджи (Мариуполь)
У́лица Куинджи (укр. Вулиця Куїнджі) — одна из центральных улиц города, располагается в северо-южном направлении от поймы реки Кальчик (переходит от улицы Макара Мазая) через Театральную площадь до обрыва над побережьем Азовского моря.
Ранее называлась Таганрогской и Артёма (переименована 3 марта 2016 года). Начиналась в дореволюционное время от Городского сквера и круто спускалась к Бахчисарайской улице (сейчас — бульвар Шевченко). Часть современной улицы Артёма (южнее сквера) называлась Больничной улицей. Переименована в честь революционера Фёдора Андреевича Сергеева (кличка — Артём). Большинство одноэтажных зданий улицы сгорели во время войны. При восстановлении улицы была застроена многоэтажными домами с лоджиями и балконами, колоннами и эркерами, лепниной, башенками и карнизами по проекту Харьковского института «Горстройпроект». У северной части Театральной площади по проекту архитектора Яновицкого в пятидесятые годы были построены Дома со шпилем.
От ул. Николаевской до бульвара Шевченко центр проезжей части улицы занимают трамвайные рельсы (смотри — Мариупольский трамвай). На улице расположены авторадиаторный завод и завод «Октябрь» (основан в 1964 году).

## Достопримечательности
- Мариупольское общество охотников и рыболовов
- Дома со шпилем
- Приватбанк (ранее — кинотеатр «Родина»)
- Дом учителя (на углу с ул. Евпаторийской)
- Мариупольская детская художественная школа имени А. Куинджи
- Завод «Октябрь»
- ОШ № 11 (ранее на этом месте располагалась церковь Рождества Богородицы, или Карасевская)
- ОШ № 36 (ранее на этом месте располагалась Успенская церковь)
- Междугородный автовокзал (Успенская пл.)

## Пересечения с улицами
- ул. Семенишина
- ул. Пушкина
- ул. Итальянская
- ул. Георгиевская
- ул. Университетская
- просп. Мира
- ул. Соборная
- ул. Николаевская
- ул. Митрополитская
- ул. Фонтанная
- ул. Евпаторийская
- ул. Кафайская
- ул. Готфейская
- ул. Карасевская
- бульв. Шевченко
- ул. Марьинская
- ул. Успенская
- ул. Кальмиусская
- ул. Кальчикская
- ул. Макара Мазая